# Зифрид XIII фон Раутенберг
Зифрид XIII фон Раутенберг (на немски: Sifrid XIII. von Rautenberg; * ок. 1494; † 21 февруари 1541 – 26 февруари 1543) е благородник от стария род Раутенберг от Хилдесхайм в Долна Саксония, наследствен маршал на манастир Хилдесхайм.
Той е син на Бертолд фон Раутенберг († сл. 1515) и съпругата му Магдалена фон Швихелдт, дъщеря на Конрад фон Швихелдт († 1511) и Аделхайд фон Велтхайм († 1509). Внук е на Бертхолд IV фон Раутенберг († сл. 1466) и Хедвиг фон Ботмер. Брат е на Ханс фон Раутенберг († сл. 1523), женен за Луция фон Бартенслебен и баща на син Бартхолд († 1558) и дъщеря Маргарета.   

## Фамилия
Зифрид XIII фон Раутенберг се жени за Илза (Саломé) фон Бюлов († сл. 30 март 1551), дъщеря на Георг фон Бюлов († пр. 1516) и третата му съпруга за фон Ходенберг, дъщеря на Ортгиз I фон Ходенберг († 1492/1496) и Аделхайд фон Мюнххаузен († сл. 1491). Те имат две дъщери:
- Хедвиг фон Раутенберг, омъжена за Кристоф фон Оперсхаузен, син на Дитрих фон Оперсхаузен († 1475-1482) и Маргарета фон дер Шуленбург
- Хиполита фон Раутенберг (* пр. 1526; † сл. 1550), омъжена 1540 г. за Александер фон Оберг († сл. 1540)